# Иоанн Телльский
Иоанн Телльский, также Иоанн бар Курсус (ок. 483 — 6 февраля 538) — сирийский миафизитский, нехалкидонитский богослов, один из основоположников Сирийской яковитской церкви. Автор нескольких сохранившихся богословских произведений на сирийском языке. Из его сочинений сохранились Regula ad Diaconos, Questiones et Responses, Canones ad Presbyteros и Canones Monachorum, содержащие наставления рукоположенному им духовенству.
Сведения о жизни Иоанна сохранились в биографиях его младших современников и учеников Иоанна Эфесского и Илии (написана после 542 года). Согласно Илии, Иоанн родился в Каллинике. Получив хорошее образование, свободно владел сирийским и греческим языками. В возрасте приблизительно 25 лет присоединился к монастырю Мар Заккаи в родном городе, предположительно идентифицируемого с раскопанным в 1990 году монастырём в Телль Биа. В 519 Иоанн был рукоположен в епископы Теллы (современный Вираншехир). Два года спустя он отказался подписать Libellus Hormisdae и был низложен. Следующие несколько лет Иоанн провёл в изгнании в монастырях Сирии, посещая также Персию. В 529—530 годах, развивая экклезиологические идеи Севира Антиохийского, активно участвовал в создании альтернативной монофизитской церковной иерархии. По свидетельству биографов, Иоанн рукоположил 170 000 священников и диаконов. Масштаб деятельности сирийских епископов привлёк внимание императора Юстиниана I, и в 532/533 году несколько из них были вызваны в Константинополь. По-видимому, Иоанн был главой нехалкидонитской делегации. Требование императора прекратить рукоположения была отвергнута сирийцами, и к 536 году Юстиниан отказался от попыток договориться с монофизитами. Во второй половине 530-х годов Иоанн скрывался в Персии, став неофициальным главой нехалкидонитов Востока. В начале февраля 537 года был задержан и передан византийцам. Скончался в Антиохии 6 февраля 538 года.
Как сообщает Илия, Иоанн был плодовитым автором богословских произведений, шесть из которых сохранились. Известно о существовании переписки Иоанна с лахмидским царём Аль-Мунзиром III, в которой епископ предупреждал об опасности ереси Юлиана Галикарнасского. Из сочинений Иоанна в сирийской традиции наибольшее распространение получили посвящённые дисциплинарным и литургическим вопросам Questiones et Responses и Canones ad Presbyteros.
Иоанн почитается как святой Сирийской яковитской церкви, день памяти 6 февраля.